# لیندرت فان دیس
لیندرت فان دیس (انگلیسی: Leendert van Dis؛ زادهٔ ۲۰ اوت ۱۹۴۴) ورزشکار روئینگ اهل پادشاهی هلند است.
وی در مسابقات کشوری و بین‌المللی در مجموع برندهٔ ۱ مدال نقره شده‌است.